# 인덕원역
인덕원역(仁德院驛, Indeogwon station)은 경기도 안양시 동안구 관양동 인덕원사거리에 있는 수도권 전철 4호선의 전철역이다.

## 개요
한국철도공사 과천선의 배치관리역이며, 수도권서부본부 안양관리역에 속해 있다. 한때 차량의 시종착 역이였으며 새마을호 무궁화호 등 일반열차 승차권매표 업무 담당을 2009년 11월 30일까지 하였다. 의왕시와 가까이 인접하고 있으며, 2번 출구에서 성남시 판교신도시와 연계되는 버스도 환승이 가능한 역이다. 향후 인덕원-수원 복선전철, 경강선(월곶-판교선), 수도권 광역급행철도 C노선 건설이 추진되면 환승역이 될 예정이다. 

## 역명
이 마을은 조선 시대에 내관들이 살던 곳으로, 비록 거세된 몸이지만 높은 관직을 역임하기도 하였다. 그래서 남에게 덕화(德化)를 베푸는 사는 곳이란 의미로 인덕(仁德)이라 칭했다가 공용여행자들의 숙식을 제공하기 위해 원(院)을 설치하면서부터 인덕원이라 부르고 있다.

## 역사
- 1993년 1월 15일 : 과천선 개통과 함께 영업 개시
- 1994년 4월 1일 : 남태령역까지 연장 개통과 함께 중간역으로 변경, 시·종착 기능 폐지
- 2009년 12월 1일 : 철도승차권 단말기 철거
- 2011년 6월 1일 : 승강장 스크린도어 설치

## 역 구조
승강장은 2면 2선의 상대식 승강장으로 운영되며, 스크린도어가 설치되어 있다. 출구는 8개가 있다. 승강장 횡단이 가능하기는 하나, 2개의 출구 중 한 편 출구만 횡단이 가능하고 다른 개찰구는 그렇지 않다.

### 승강장
| ↑ 정부과천청사 |
| \| ２          |
| 평촌 ↓         |

| 1 | ● 수도권 전철 4호선 | 과천 · 이촌 · 명동 · 창동 · 불암산 방면 |
| 2 | ● 수도권 전철 4호선 | 금정 · 안산 · 오이도 방면               |

## 역 주변
| 나가는 곳 | 방면 |
| --------- | --- |
| 1         | 환승주차장 정신문화원 인덕원고등학교 |
| 2         | 인덕원파출소 농업기반공사 서울구치소 신한데뷰오피스텔 인덕원삼성아파트                                                                                                |
| 3         | 인덕원초등학교 백운중학교 백운고등학교 인덕원파출소 세기파크뷰아파트 인덕원삼성아파트                                                                                 |
| 4         | 계원조형예술대학 안양교도소 한국특수교육원 롯데시네마 인덕원점 새마을공원 인덕원스타타워빌딩                                                                          |
| 5         | 인덕원중학교 관양2동행정복지센터 창덕에버빌주상복합 |
| 6         | 인덕원중학교 관양2동행정복지센터 |
| 7         | 관양1동행정복지센터 관양중학교 인덕원성당 창덕에버빌주상복합 목련아파트 인덕원중학교 관양2동 행정복지센터                                                             |
| 7         | 데이드림오피스텔 스마트프라자오피스텔 파크에비뉴A타워오피스텔 파크에비뉴B타워오피스텔 아우룸팰리스오피스텔 제시카타워오피스텔 관양1동행정복지센터 관양중학교 대림대학 |

## 승차량 변동
이용객이 갈수록 크게 많아지다가, 2013년과 2014년에 하락하였다.
| 역 노선 | 승차 인원 | 승차 인원 | 승차 인원 | 승차 인원 | 승차 인원 | 승차 인원 | 승차 인원 | 승차 인원 | 승차 인원 | 승차 인원 | 승차 인원 | 승차 인원 | 승차 인원 | 승차 인원 | 승차 인원 | 승차 인원 | 승차 인원 | 승차 인원 | 승차 인원 | 승차 인원 | 승차 인원 | 승차 인원 | 승차 인원 | 승차 인원 | 주 석 |
| 역 노선 | 2000년    | 2001년    | 2002년    | 2003년    | 2004년    | 2005년    | 2006년    | 2007년    | 2008년    | 2009년    | 2010년    | 2011년    | 2012년    | 2013년    | 2014년    | 2015년    | 2016년    | 2017년    | 2018년    | 2019년    | 2020년    | 2021년    | 2022년    | 2023년    | 주 석 |
| ------- | --------- | --------- | --------- | --------- | --------- | --------- | --------- | --------- | --------- | --------- | --------- | --------- | --------- | --------- | --------- | --------- | --------- | --------- | --------- | --------- | --------- | --------- | --------- | --------- | ----- |
| 4호선   | 14175     | 14375     | 13825     | 24768     | 20868     | 29862     | 29925     | 17388     | 16443     | 16524     | 18225     | 13932     | 14418     | 14329     | 14151     | 14062     | 25378     | 25727     | 25995     | 25870     | 19016     | 19078     | 21572     |           | [ 1 ] |

## 사진

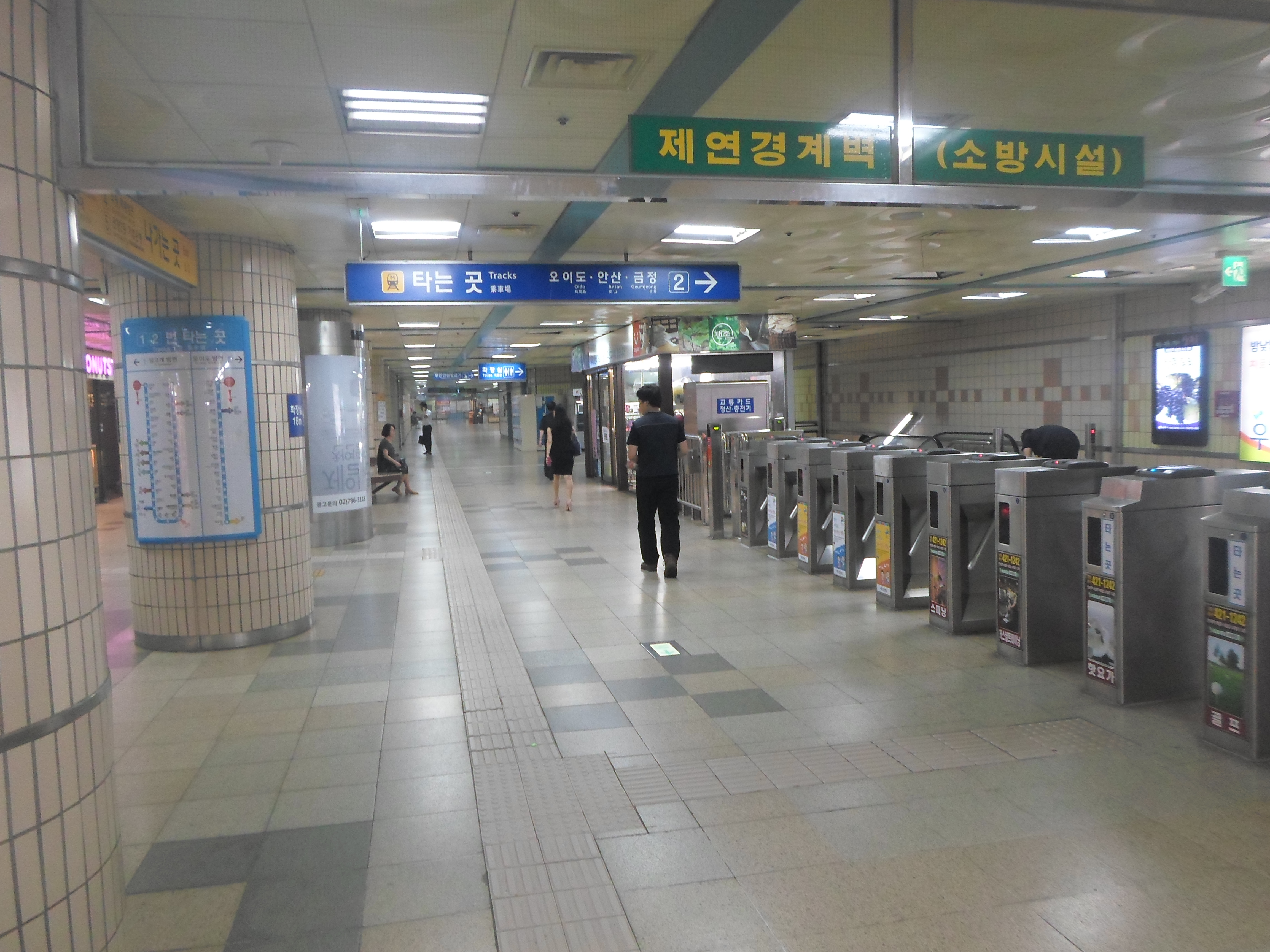
대합실
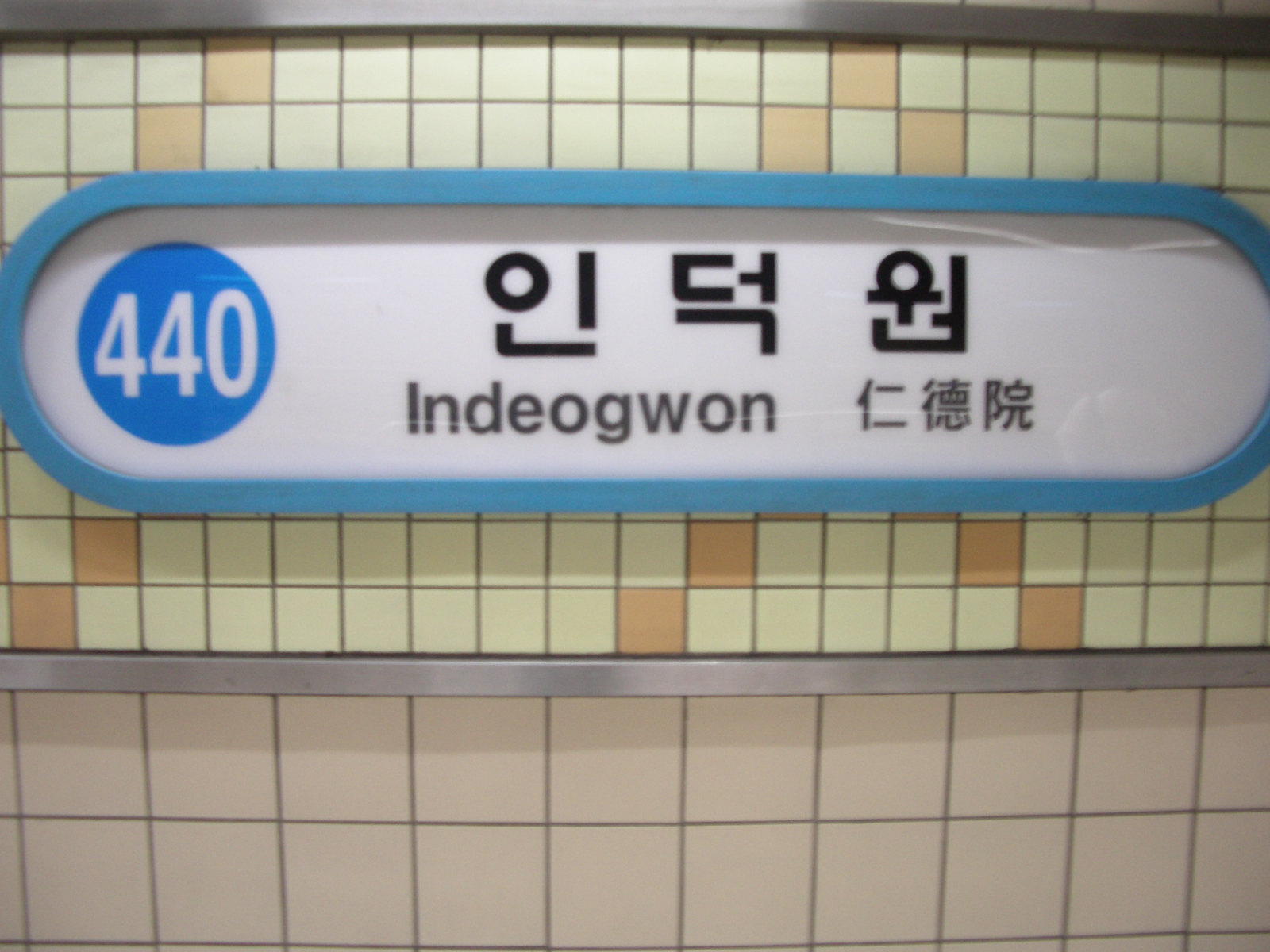
역명판
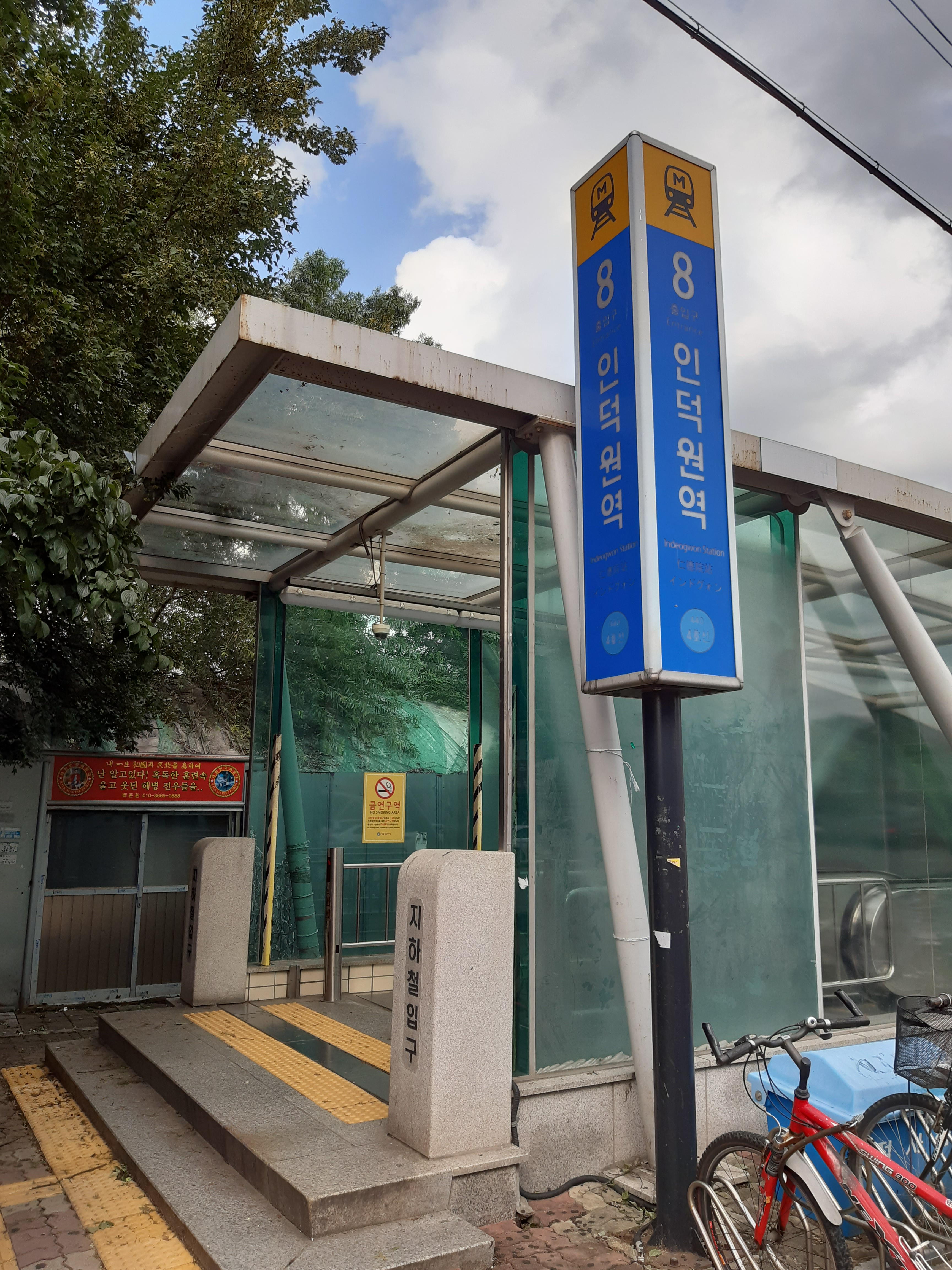
8번 출구

## 인접한 역
| 과천선                       | 과천선              | 과천선               |
| ---------------------------- | ------------------- | -------------------- |
| 440 과천정보타운 불암산 방면 | ● 수도권 전철 4호선 | 442 평촌 오이도 방면 |